# 1878 Hughes
1878 Hughes је астероид главног астероидног појаса. Приближан пречник астероида је 17,8 km,
а средња удаљеност астероида од Сунца износи 2,846 астрономских јединица (АЈ).
Инклинација (нагиб) орбите у односу на раван еклиптике је 1,775 степени, а орбитални период износи 1753,691 дана (4,801 године). Ексцентрицитет орбите астероида износи 0,013.
Апсолутна магнитуда астероида износи 11,5 а геометријски албедо 0,139.
Астероид је откривен 18. августа 1933. године.